# Cremona (Alberta)
Cremona es un pueblo canadiense situado en la provincia de Alberta.

## Superficie
Cremona tiene una superficie de 1,93 km².

## Demografía
En 2021, tenía 437 habitantes, una densidad poblacional de 225,9 hab./km², y 210 viviendas.